# Rectes que es creuen

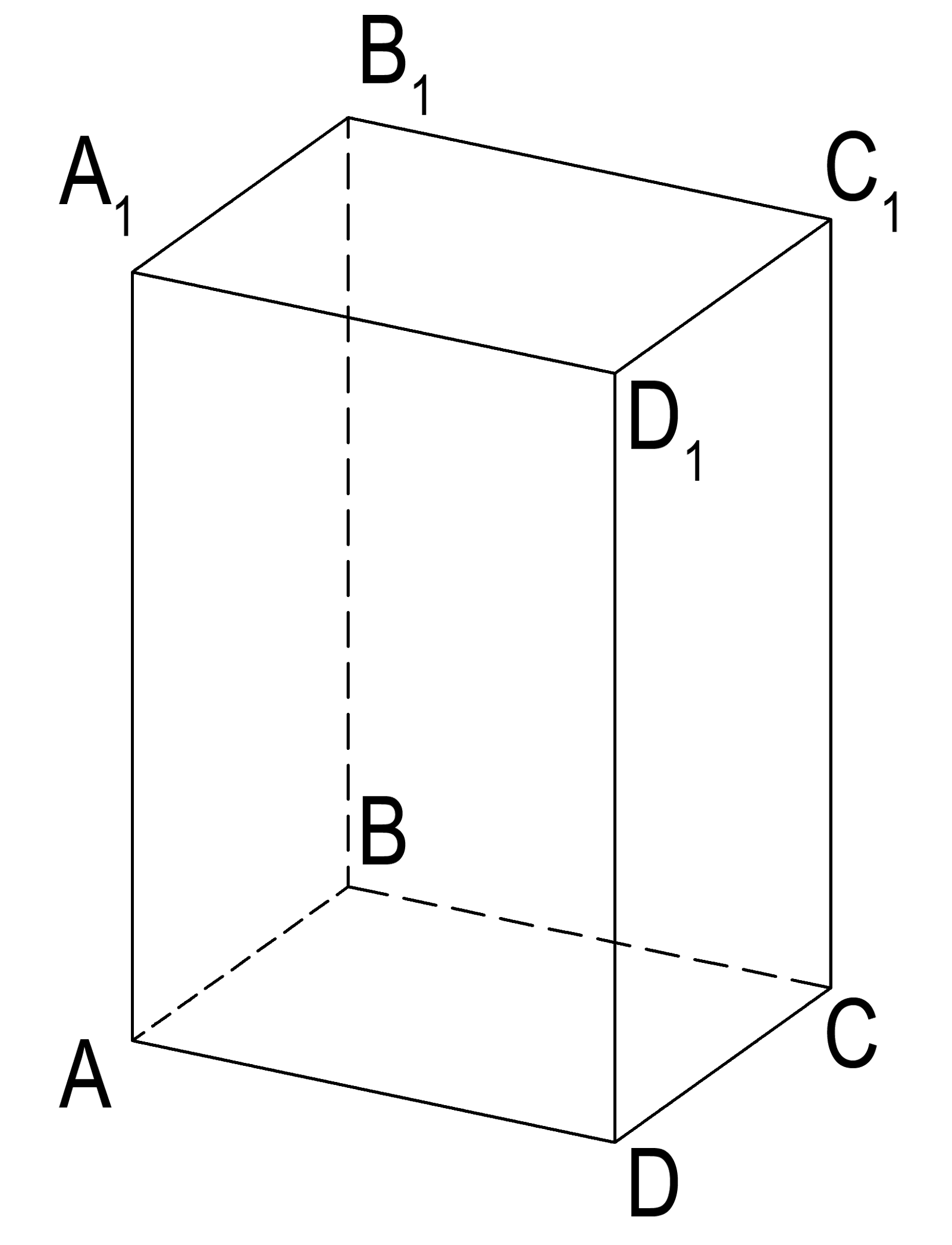
Paral·lelepípede rectangular. La recta definida pel segment AD i la recta definida pel segment B_{1}B són rectes que es creuen perquè no estan en el mateix pla.

En geometria tridimensional, les rectes que es creuen són dues rectes que no es tallen i no són paral·leles. Un exemple senzill d'un parell de rectes que es creuen és el parell de rectes induïdes per les arestes oposades d'un tetràedre regular. Dues línies que pertanyen al mateix pla només es poden tallar o bé ser paral·leles, de tal manera que les rectes que es creuen només poden existir en tres o més dimensions. Dues rectes es creuen si i només si no són coplanars.

## Posició general
Si s'escullen quatre punts a l'atzar uniformement dins d'un cub unitat, gairebé segurament defineixen un parell de rectes que es creuen. Després d'haver escollit els tres primers punts, el quart punt definirà una recta que no es creua si, i només si, és coplanar amb els primers tres punts. Tanmateix, el pla a través dels primers tres punts forma un subconjunt de mesura zero del cub, i la probabilitat que el quart punt pertanyi a aquest pla és zero. En cas contrari (si el quart punt no és coplanar amb els tres primers), les rectes definides pels punts es creuaran.
De manera similar, en l'espai tridimensional, una pertorbació molt petita de dues rectes paral·leles o que es tallen les convertirà gairebé segurament es rectes que es creuen. Per això, quatre punts qualssevol en posició general sempre determinen rectes que es creuen.
En aquest sentit, les rectes que es creuen són el cas "habitual", i les rectes paral·leles o que es tallen són casos especials..

## Fórmules

### Comprovació

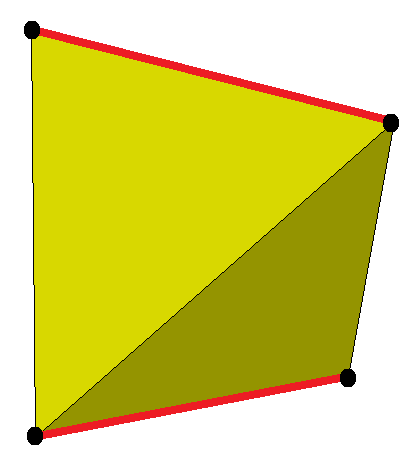
Els segments en vermell (que es poden perllongar per obtenir dues rectes que es creuen) defineixen un tetràedre.

Si cada recta d'un parell de rectes que es creuen ve definida per dos punts que hi pertanyen, llavors aquests quatre punts no han de ser coplanars, de tal manera que han de ser el vèrtexs d'un tetràedre de volum no nul. Recíprocament, dos parells de punts qualssevol que defineixen un tetràedre de volum no nul també defineixen un parell de rectes que es creuen. Per tant, una comprovació de si dos parells de punts defineixen rectes que es creuen és aplicar la fórmula per al volum d'un tetràedre en termes del seu quatre vèrtexs. Si es denota pel vector a de dimensió 1×3 on els seus tres elements són les tres coordenades del punt, i anàlogament b, c i d per als altres tres punts, es pot comprovar si la recta que passa per a i b es creua amb la recta que passa per c i d, tot comprovant si la fórmula per al volum del tetràedre dona un resultat no nul:
{\displaystyle V={\frac {1}{6}}\left|\det {\begin{pmatrix}\mathbf {a} -\mathbf {b} \\\mathbf {b} -\mathbf {c} \\\mathbf {c} -\mathbf {d} \end{pmatrix}}\right|.}

### Distància
Per calcular la distància entre dues rectes que es creuen, es pot utilitzar un mètode basat en el càlcul vectorial. Hom pot definir un vector x de dimensió 1×3 com x = a + λb, que representa un punt arbitrari sobre la recta definida per a i b, i de manera similar un punt arbitrari y sobre la recta definida pels punts c i d: y = c + μd.
El producte vectorial de b i d és perpendicular a les rectes, de la mateixa manera que el vector unitari
{\displaystyle \mathbf {n} ={\frac {\mathbf {b} \times \mathbf {d} }{|\mathbf {b} \times \mathbf {d} |}}.}
La distància entre les dues rectes és llavors
{\displaystyle d=|\mathbf {n} \cdot (\mathbf {c} -\mathbf {a} )|.}
(si |b × d| és zero llavors les línies són paral·leles i aquest mètode no pot ser utilitzat).

### Punts més propers
Si s'expressen les dues rectes com a vectors:
recta 1: v1 = p1 + t1d1
recta 2: v₂ = p₂ + t₂d₂
llavors el producte vectorial de d1 i d₂ és perpendicular a les rectes: n = d1 × d₂.
El pla format per les translacions de la recta 1 al llarg de n conté el punt p₂ i és perpendicular a n₂ = d₂ × (d1 × d₂).
Per tant, el punt d'intersecció de la recta 1 amb el pla anterior, que també és el punt de la recta 1 que és més proper a la recta 2, ve donat per
{\displaystyle \mathbf {c_{1}} =\mathbf {p_{1}} +{\frac {(\mathbf {p_{2}} -\mathbf {p_{1}} )\cdot \mathbf {n_{2}} }{\mathbf {d_{1}} \cdot \mathbf {n_{2}} }}\mathbf {d_{1}} .}
De manera similar, el punt de la recta 2 més proper a la recta 1 ve donat per 
{\displaystyle \mathbf {c_{2}} =\mathbf {p_{2}} +{\frac {(\mathbf {p_{1}} -\mathbf {p_{2}} )\cdot \mathbf {n_{1}} }{\mathbf {d_{2}} \cdot \mathbf {n_{1}} }}\mathbf {d_{2}} }
(on n1 = d1 × (d₂ × d1)). Ara, c1 i c₂ formen el segment més curt que connecta les rectes 1 i 2.

## Més de dues rectes

### Configuracions
Una configuració de rectes que es creuen és un conjunt de rectes on qualsevol parell de rectes es creuen. Es diu que dues configuracions són isotòpiques si és possible transforma l'una en l'altra de manera contínua, de tal manera que durant la transformació es manté invariant la condició de què qualsevol parell de rectes es creuen. És fàcil veure que dues configuracions qualssevol de dues rectes són isotòpiques, i que també ho són dues configuracions qualssevol del mateix nombre de rectes en dimensió superior a 3, però existeixen múltiples exemples de configuracions no isotòpiques de 3 o més rectes en tres dimensions (Viro & Viro 1990). El nombre de configuracions no isotòpiques de n rectes a R3, començant en n = 1, és
1, 1, 2, 3, 7, 19, 74, ... (successió A110887 a l'OEIS).

### Superfícies reglades

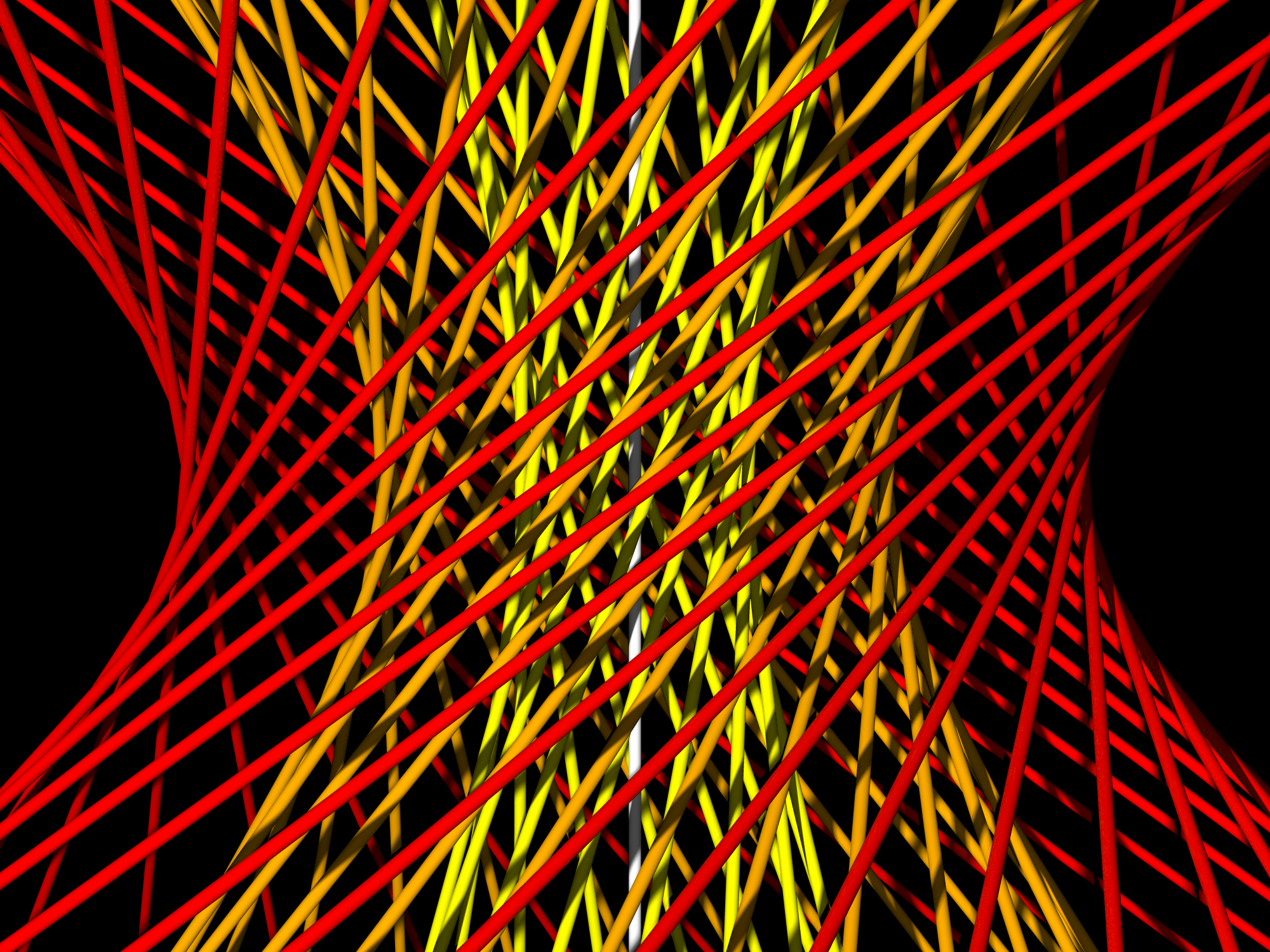
Un fibrat de l'espai projectiu format per rectes que es creuen sobre hiperboloides niats.

Si es fa una rotació d'una recta L al voltant d'una altra recta M que la creua però que no hi és perpendicular, la superfície de revolució generada per L és un hiperboloide d'un full. Per exemple, els tres hiperboloides visibles en la il·lustració es poden crear d'aquesta manera, rotant una recta L al voltant de la recta vertical blanca central M. Les còpies de L dins d'aquesta superfície formen un feix guerxat; l'hiperboloide també conté una segona família de rectes que també es creuen amb M a la mateixa distància però amb un angle oposat que forma el feix guerxat oposat. El dos feixos guerxats dibuixen l'hiperboloide com a superfície reglada.
Una transformació afí d'aquesta superfície reglada genera una superfície que, en general, té una secció el·líptica en comptes de la secció circular generada per rotació de L al voltant de L'; aquestes superfícies també s'anomenen hiperboloides d'un full, i de nou són superfícies reglades generades per dues famílies de rectes que es creuen mútuament. Un tercer tipus de superfície reglada és el paraboloide hiperbòlic. Com l'hiperboloide d'un full, el paraboloide hiperbòlic té dues famílies de rectes que es creuen; a cadascuna de les dues famílies, les rectes són paral·leles a un pla comú tot i que no són paral·leles entre sí. Tres rectes que es creuen qualssevol en R3 pertanyen a exactament una superfície reglada d'un d'aquests tipus (Hilbert & Cohn-Vossen 1952).

### Teorema de Gallucci
Si tres rectes que es creuen es tallen totes amb altres tres rectes que es creuen, qualsevol recta transversal al primer conjunt es talla amb qualsevol recta transversal al segon conjunt.